# Jana-Franziska Poll
Jana-Franziska Poll (* 7. Mai 1988 in Meppen) ist eine deutsche Volleyball-Nationalspielerin. Mit der Nationalmannschaft wurde sie u. a. Vize-Europameisterin. Sie war in der Bundesliga und im Ausland für verschiedene Vereine aktiv und gewann in Griechenland und Deutschland die Meisterschaft.

## Karriere
Poll kam zum Sport, um ihr durch eine Allergie hervorgerufenes Asthma mit Lungentraining zu kurieren. Mit ihrer Freundin ging sie zum Volleyballtraining und begann ihre Karriere im Alter von acht Jahren bei ihrem Heimatverein SV Union Meppen. 2005 wechselte die Außenangreiferin, die drei Länderspiele für die Jugendnationalmannschaft absolvierte, zum Zweitligisten SCU Emlichheim. Während sie dort spielte, absolvierte sie parallel eine Ausbildung zur Heilerziehungspflegerin. Ins Internat wollte sie hingegen nicht gehen.
2008 wechselte Poll zum Bundesliga-Aufsteiger Alemannia Aachen. Möglich wurde dieser Wechsel nur, weil sie eine Stelle bei der Lebenshilfe erhielt, bei der sie parallel zum Volleyball arbeitete. Während der vier Jahre in Aachen war der neunte Platz in der Bundesliga-Saison 2010/11 das beste Ergebnis. 2012 wechselte Poll zum Ligakonkurrenten Rote Raben Vilsbiburg. Mit dem bayerischen Verein erreichte sie in der Saison 2012/13 jeweils das Halbfinale im DVV-Pokal und in den Bundesliga-Playoffs. Außerdem nahm sie am CEV-Pokal teil. 2013 gab die Außenangreiferin auch ihr Debüt in der A-Nationalmannschaft. Mit dem DVV-Team gewann sie die Volleyball-Europaliga 2013 und erreichte bei der Europameisterschaft im eigenen Land das Finale.
In der Bundesliga wechselte Poll zum amtierenden deutschen Meister Schweriner SC. Mit Schwerin kam sie in der ersten Saison ins Pokal-Halbfinale, unterlag aber im Playoff-Viertelfinale gegen Aachen. Außerdem spielte sie in der Champions League. Im folgenden Jahr wurde Schwerin mit Poll Bundesliga-Dritter. Dieselbe Platzierung erreichten die Norddeutschen im Challenge Cup. Danach wechselte die Außenangreiferin zum VT Aurubis Hamburg. Hamburg erreichte das Pokal-Viertelfinale und wurde in der Bundesliga Neunter, Poll selbst war jedoch Topscorerin der Hauptrunde und insgesamt Zweitplatzierte dieser Wertung.
2016 wurde sie vom griechischen Rekordmeister Panathinaikos Athen verpflichtet. 2017 wechselte sie innerhalb der griechischen Liga zu Olympiakos Piräus. Mit Olympiakos gewann sie das Double aus Meisterschaft und nationalem Pokal. Hinzu kam der Sieg im Challenge Cup. Mit der Nationalmannschaft nahm sie an der Weltmeisterschaft 2018 teil. Anschließend wechselte Poll zu Allianz MTV Stuttgart. Mit dem Verein erreichte sie zunächst das DVV-Pokalfinale und das Viertelfinale in der Champions League. Anschließend wurde sie deutsche Meisterin. 2019 spielte sie mit der Nationalmannschaft in der Nations League. Zur Saison 2019/20 war ihre Rückkehr zu den Ladies in Black Aachen geplant. Der Transfer scheiterte jedoch letztlich an finanziellen Schwierigkeiten des Vereins, sodass Poll stattdessen zum italienischen Erstliga-Aufsteiger Volalta Caserta wechselte. Im Januar 2020 wechselte sie zum Ligakonkurrenten Il Bisonte Firenze. Im Mai 2020 kehrte sie zu den Ladies in Black Aachen zurück. Mit Aachen erreichte sie im DVV-Pokal 2020/21 das Viertelfinale und unterlag als Tabellenachte der Bundesliga-Hauptrunde im Playoff-Viertelfinale gegen den Dresdner SC.
Von 2023 bis 2025 spielte sie erneut beim SCU Emlichheim in der 2. Bundesliga.